# Dietrich II von Moers
Dietrich II von Moers (1385 – Zons, 14 febbraio 1463) è stato un nobile tedesco, fu Amministratore apostolico della diocesi di Paderborn dal 1415 al 1463 e arcivescovo di Colonia, dal 1414 alla sua morte.

## Biografia

### I primi anni
Dietrich era il secondo figlio del conte Friedrich III von Moers e di sua moglie, Walburga von Saarwerden. I suoi due fratelli Heinrich e Walram furono entrambi vescovi di Munster, in successione uno dopo l'altro. L'arcivescovo di Colonia Federico III von Saarwerden era fratello di sua madre e fu proprio quest'ultimo a nominarlo prevosto del Convento di San Cassio a Bonn nel 1397. Allo stesso tempo Dietrich ottenne un posto di canonico a Colonia senza aver ricevuto gli ordini maggiori. Dal 1401 studiò ad Heidelberg e poi a Bologna. Nel 1409 partecipò al Concilio di Pisa in rappresentanza dello zio.

### La carriera ecclesiastica
Dopo la morte di Federico III von Saarwerden, Dietrich fu eletto nuovo arcivescovo di Colonia il 24 maggio 1414 con la maggioranza assoluta dei canonici, riuscendo ad affermarsi contro il suo pur potente avversario, il vescovo di Paderborn Wilhelm von Berg. La sua elezione si svolse a Bonn dal momento che Colonia non appariva una città all'epoca sicura per svolgere in tranquillità le votazioni. Nella disputa che seguì, Dietrich riuscì non solo ad affermarsi rapidamente, ma persino ad acquisire la diocesi di Paderborn l'anno successivo, come amministratore apostolico. Ottenne l'approvazione papale con l'appoggio dell'imperatore e attraverso numerosi pagamenti nell'ottobre 1414.
A questo punto, però, non aveva ancora ricevuto alcuna ordinazione sacerdotale. Il 3 novembre 1414 venne ordinato sacerdote e il 3 febbraio 1415 vescovo. La messa di incoronazione per Sigismondo del Sacro Romano Impero, sul capo del quale Dietrich pose la corona reale, fu anche la sua prima cerimonia pubblica.
Negli anni in cui fu vescovo, Dietrich cercò di tutelare gli interessi della sua famiglia su un vasto territorio compreso tra l'area del Basso Reno e la Vestfalia. Di conseguenza, entrò ripetutamente in conflitto con il suo potente avversario, il duca di Kleve, come pure col conte di Mark che era intenzionato ad espandere i propri domini a spese dell'arcidiocesi.
Per ripagarsi degli enormi sforzi economici sostenuti per acquisire le sue posizioni prestigiose, ricorse ad una politica matrimoniale e strategica che gli fruttò non poco, facendo sposare sua nipote Adelheid von Tecklenburg con uno dei suoi avversari. Su sua pressione nel 1429 cercò di ottenere da papa Martino V l'abolizione della diocesi di Paderborn e la sua incorporazione in quella di Colonia, ma questo provocò una massiccia resistenza non solo da parte del capitolo della cattedrale locale, ma anche della nobiltà e della città locali. Le pressioni di von Moers ad ogni modo furono tali che la Santa Sede acconsentì all'abolizione, ma la diocesi venne a tutti gli effetti restaurata sotto papa Eugenio IV nel 1431.
Nel 1424, sempre su pressione dell'arcivescovo, suo fratello Heinrich von Moers venne eletto vescovo di Münster.

### I contrasti con gli stati confinanti l'arcidiocesi

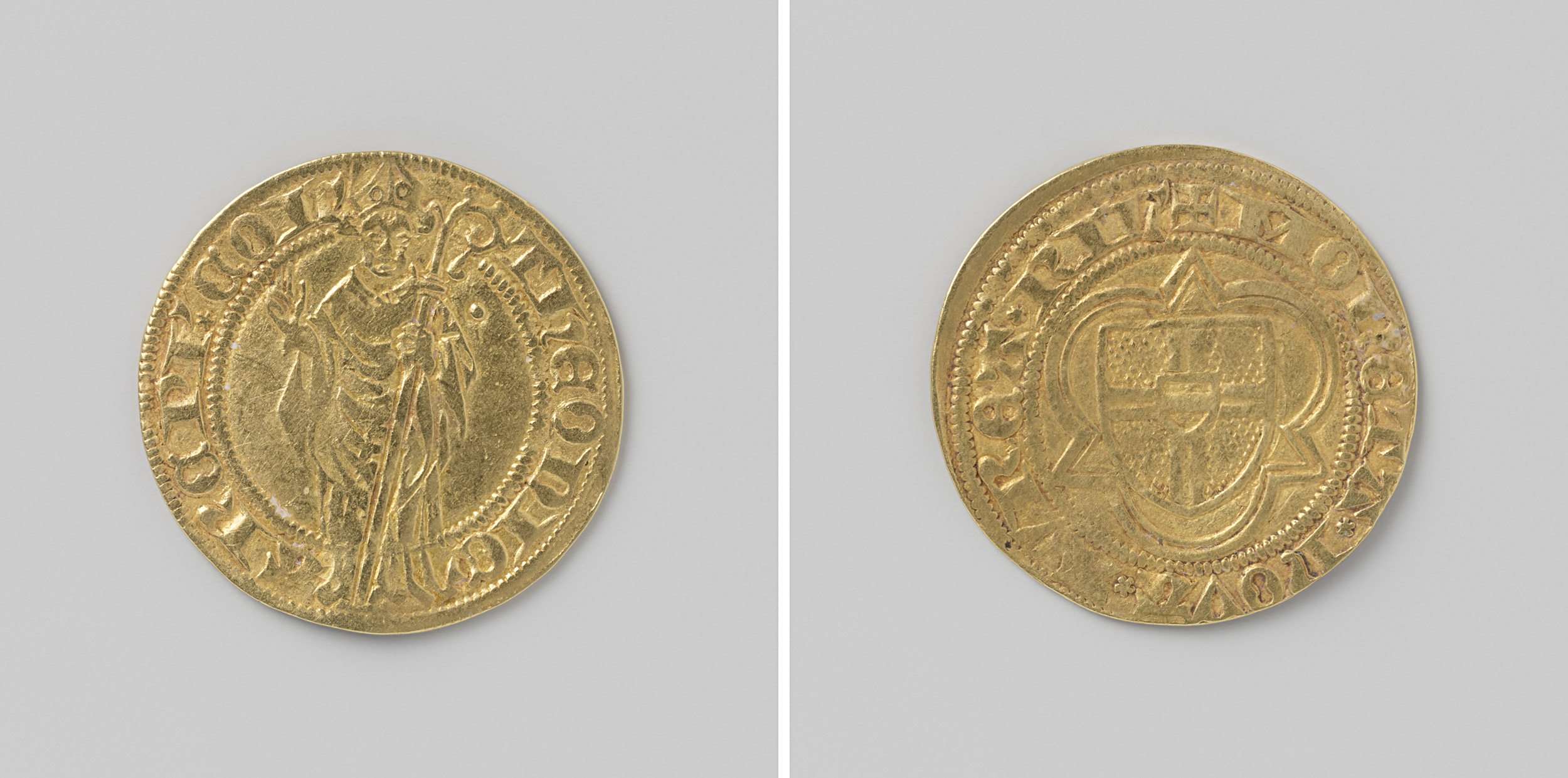
Moneta d'oro di Dietrich II von Moers

Nella contea di Mark, Dietrich sostenne il fratello del duca di Kleve, Gerhard von Mark zu Hamm, che voleva rendersi indipendente dai domini del fratello. In cambio, l'arcivescovo ricevette l'allora importante Kaiserswerth nel 1424 con il redditizio pedaggio del Reno come pegno. Un tentativo di unire la contea all'arcivescovado, pur con notevoli sostegni, fallì nel 1429 a causa della resistenza del comune di Unna. Nel 1435 ci fu un accordo contrattuale tra le parti in causa che pose fine agli scontri e lasciò indipendente la contea di Mark.
Dietrich provò quindi ad acquisire il ducato di Berg pagandolo nel 1450, ma questo accordo rimase infruttuoso anche perché, nel 1455, al duca di Berg che fino a quel momento non aveva avuto figli, nacque inaspettatamente un erede.
Dietrich abbisognava di notevoli somme di denaro per attuare la sua politica egemonica e sapeva di non essere in grado di introdurre ulteriori tasse. Nel 1435 tentò di esigere con la forza una tassa straordinaria, ma questo provocò una massiccia resistenza locale.
Ebbe contrasti anche con la città di Soest che la portarono, nel 1444, a chiedere l'annessione al ducato di Kleve, staccandosi così dall'arcidiocesi di Colonia. Questo fatto inasprì i rapporti tra l'arcivescovo ed il duca, sostenuto dai potenti duchi di Borgogna. Il duca di Kleve era inoltre intenzionato a costituire nella sua capitale una vera e propria diocesi indipendente da colonia e, con l'appoggio di papa Eugenio IV, nel 1445 tentò di far addirittura rimuovere l'arcivescovo Dietrich dalla sua carica. La guerra che ne nacque venne costituita per la maggior parte da incursioni dell'una e dell'altra parte nei territori avversari e solo nel 1447 l'arcivescovo tentò di assediare la città di Soest, ma senza successo. Per questo scopo, il prelato aveva reclutato anche dei mercenari hussiti fatti appositamente venire dalla Boemia, che erano tra i combattenti più temuti dell'epoca in Europa. Nel 1449 la guerra si concluse con un arbitrato sotto la tutela del papa a Maastricht che venne riconosciuto da entrambe le parti. Nessuna delle due parti riuscì a prevalere. Soest e Xantenrimase ottennero il permesso di unirsi al ducato di Kleve, mentre Fredeburg e Kaiserswerth rimasero con l'arcidiocesi di Colonia.
A partire dal 1438, inoltre, l'arcivescovo tentò di impegnare buona parte del denaro di stato in prestiti fruttiferi il che, ad ogni modo, si presentava ora in netto contrasto con la politica da lui sostenuta sino a quel momento nel voler fortificare i propri possedimenti: la presenza di debiti, specie se insoluti, poteva essere una delle principali cause di sequestro di territori o città a vantaggio di governanti vicini. A garanzia di questi possedimenti intervennero spesso i feudatari locali che, per salvaguardare i loro interessi, coprirono le spese dell'arcivescovo, rafforzando però così la propria posizione ed i loro diritti.
Le aree su cui l'arcivescovo Dietrich aspirava a governare coprivano gran parte di quello che oggi è lo stato del Nord Reno-Vestfalia. Alla fine, Dietrich non fu in grado di raggiungere la supremazia che lui e i suoi predecessori si auspicavano, anzi la sua morte creò un vuoto di potere che portò ben presto ad una guerra con la Borgogna sotto il suo successore, Rupert del Palatinato.

### Il rapporto con l'Impero
Nel 1421 e nel 1431 Dietrich prese parte come principe imperiale alle infruttuose campagne militari condotte dagli imperiali contro gli hussiti. Come principe elettore, Dietrich partecipò alle elezioni di Alberto II d'Asburgo nel 1438 e di Federico III d'Asburgo nel 1440 al titolo di re di Germania.

### La politica spirituale
A livello di politica spirituale, lavorò alacremente nella sua diocesi compiendo una serie di visite pastorale e tenendo dei concili provinciali, concentrandosi però esclusivamente sul clero collegiale e sulla politica del suo stato, lasciando quindi in secondo piano la condizione delle parrocchie sottoposte alla sua diocesi. Si distinse personalmente per una spiccata devozione a Maria.

### La morte
Dietrich II von Moers morì nel 1463 al castello di Friedestrom a Zons e venne sepolto nell'ambulacro della cattedrale di Colonia.